# Treat You Better
"Treat You Better" is een nummer van de Canadese zanger Shawn Mendes. Het nummer werd op 3 juni 2016 uitgegeven door Island Records als de eerste single van zijn tweede studioalbum Illuminate.
Het nummer piekte op de zesde plek in de Billboard Hot 100, en werd daarmee Mendes' tweede top 10-single. In Canada piekte "Treat You Better" op de zevende plek en werd daarmee zijn hoogst noteerde plek in de Canadese hitlijsten. 

## Videoclip
De bijhorende videoclip verscheen op 12 juli 2016. In de videoclip is te zien hoe verschillende koppels ruzie hebben met elkaar en geweld gebruiken. De videoclip eindigt met het telefoonnummer van de National Domestic Violence Hotline.

## Tracklijst
| Nr. | Titel            | Duur |
| --- | ---------------- | ---- |
| 1.  | Treat You Better | 3:07 |

| Nr. | Titel            | Duur |
| --- | ---------------- | ---- |
| 1.  | Treat You Better | 3:07 |
| 2.  | Ruin             | 4:00 |

## Hitnoteringen

### Nederlandse Top 40
| Hitnotering: 25-06-2016 t/m 26-11-2016 | Hitnotering: 25-06-2016 t/m 26-11-2016 | Hitnotering: 25-06-2016 t/m 26-11-2016 | Hitnotering: 25-06-2016 t/m 26-11-2016 | Hitnotering: 25-06-2016 t/m 26-11-2016 | Hitnotering: 25-06-2016 t/m 26-11-2016 | Hitnotering: 25-06-2016 t/m 26-11-2016 | Hitnotering: 25-06-2016 t/m 26-11-2016 | Hitnotering: 25-06-2016 t/m 26-11-2016 | Hitnotering: 25-06-2016 t/m 26-11-2016 | Hitnotering: 25-06-2016 t/m 26-11-2016 | Hitnotering: 25-06-2016 t/m 26-11-2016 | Hitnotering: 25-06-2016 t/m 26-11-2016 |
| Week:                                  | 1                                      | 2                                      | 3                                      | 4                                      | 5                                      | 6                                      | 7                                      | 8                                      | 9                                      | 10                                     | 11                                     | 12                                     |
| -------------------------------------- | -------------------------------------- | -------------------------------------- | -------------------------------------- | -------------------------------------- | -------------------------------------- | -------------------------------------- | -------------------------------------- | -------------------------------------- | -------------------------------------- | -------------------------------------- | -------------------------------------- | -------------------------------------- |
| Positie:                               | 34                                     | 15                                     | 13                                     | 13                                     | 9                                      | 8                                      | 10                                     | 10                                     | 7                                      | 5                                      | 6                                      | 7                                      |
| Week:                                  | 13                                     | 14                                     | 15                                     | 16                                     | 17                                     | 18                                     | 19                                     | 20                                     | 21                                     | 22                                     | 23                                     |                                        |
| Positie:                               | 8                                      | 8                                      | 8                                      | 11                                     | 13                                     | 18                                     | 20                                     | 24                                     | 31                                     | 36                                     | 40                                     | uit                                    |

### NederlandseSingle Top 100
| Hitnotering: 11-06-2016 t/m | Hitnotering: 11-06-2016 t/m | Hitnotering: 11-06-2016 t/m | Hitnotering: 11-06-2016 t/m | Hitnotering: 11-06-2016 t/m | Hitnotering: 11-06-2016 t/m | Hitnotering: 11-06-2016 t/m | Hitnotering: 11-06-2016 t/m | Hitnotering: 11-06-2016 t/m | Hitnotering: 11-06-2016 t/m | Hitnotering: 11-06-2016 t/m | Hitnotering: 11-06-2016 t/m | Hitnotering: 11-06-2016 t/m | Hitnotering: 11-06-2016 t/m | Hitnotering: 11-06-2016 t/m | Hitnotering: 11-06-2016 t/m | Hitnotering: 11-06-2016 t/m | Hitnotering: 11-06-2016 t/m | Hitnotering: 11-06-2016 t/m | Hitnotering: 11-06-2016 t/m | Hitnotering: 11-06-2016 t/m |
| Week:                       | 1                           | 2                           | 3                           | 4                           | 5                           | 6                           | 7                           | 8                           | 9                           | 10                          | 11                          | 12                          | 13                          | 14                          | 15                          | 16                          | 17                          | 18                          | 19                          | 20                          |
| --------------------------- | --------------------------- | --------------------------- | --------------------------- | --------------------------- | --------------------------- | --------------------------- | --------------------------- | --------------------------- | --------------------------- | --------------------------- | --------------------------- | --------------------------- | --------------------------- | --------------------------- | --------------------------- | --------------------------- | --------------------------- | --------------------------- | --------------------------- | --------------------------- |
| Positie:                    | 48                          | 38                          | 27                          | 20                          | 16                          | 15                          | 13                          | 14                          | 12                          | 8                           | 10                          | 10                          | 9                           | 9                           | 9                           | 10                          | 8                           | 10                          | 12                          | 16                          |
| Week:                       | 21                          | 22                          | 23                          | 24                          | 25                          | 26                          | 27                          | 28                          | 29                          | 30                          | 31                          | 32                          | 33                          | 34                          | 35                          | 36                          | 37                          | 38                          | 39                          | 40                          |
| Positie:                    | 17                          | 20                          | 21                          | 22                          | 25                          | 35                          | 37                          | 45                          | 44                          |                             |                             |                             |                             |                             |                             |                             |                             |                             |                             |                             |

### NederlandseMega Top 50
| Hitnotering: 11-06-2016 t/m | Hitnotering: 11-06-2016 t/m | Hitnotering: 11-06-2016 t/m | Hitnotering: 11-06-2016 t/m | Hitnotering: 11-06-2016 t/m | Hitnotering: 11-06-2016 t/m | Hitnotering: 11-06-2016 t/m | Hitnotering: 11-06-2016 t/m | Hitnotering: 11-06-2016 t/m | Hitnotering: 11-06-2016 t/m | Hitnotering: 11-06-2016 t/m | Hitnotering: 11-06-2016 t/m | Hitnotering: 11-06-2016 t/m | Hitnotering: 11-06-2016 t/m | Hitnotering: 11-06-2016 t/m | Hitnotering: 11-06-2016 t/m | Hitnotering: 11-06-2016 t/m | Hitnotering: 11-06-2016 t/m | Hitnotering: 11-06-2016 t/m | Hitnotering: 11-06-2016 t/m | Hitnotering: 11-06-2016 t/m |
| Week:                       | 1                           | 2                           | 3                           | 4                           | 5                           | 6                           | 7                           | 8                           | 9                           | 10                          | 11                          | 12                          | 13                          | 14                          | 15                          | 16                          | 17                          | 18                          | 19                          | 20                          |
| --------------------------- | --------------------------- | --------------------------- | --------------------------- | --------------------------- | --------------------------- | --------------------------- | --------------------------- | --------------------------- | --------------------------- | --------------------------- | --------------------------- | --------------------------- | --------------------------- | --------------------------- | --------------------------- | --------------------------- | --------------------------- | --------------------------- | --------------------------- | --------------------------- |
| Positie:                    | 45                          | 44                          | 31                          | 17                          | 15                          | 14                          | 9                           | 14                          | 11                          | 9                           | 8                           | 11                          | 13                          | 10                          | 10                          | 9                           | 8                           | 12                          | 18                          | 15                          |
| Week:                       | 21                          | 22                          | 23                          | 24                          | 25                          | 26                          | 27                          | 28                          | 29                          | 30                          | 31                          | 32                          | 33                          | 34                          | 35                          | 36                          | 37                          | 38                          | 39                          | 40                          |
| Positie:                    | 20                          | 23                          | 22                          | 22                          | 33                          | 33                          | 33                          | 36                          |                             |                             |                             |                             |                             |                             |                             |                             |                             |                             |                             |                             |

## Releasedata
| Land             | Releasedatum     | Formaat        | Label             |
| ---------------- | ---------------- | -------------- | ----------------- |
| Verenigde Staten | 3 juni 2016      | Muziekdownload | Island, Universal |
| Verenigde Staten | 7 juni 2016      | Radio          | Island, Republic  |
| Duitsland        | 19 augustus 2016 | Cd-single      | Island, Universal |